# Střítež nad Ludinou
Střítež nad Ludinou (německy Ohrensdorf) je obec a část města Hranice v okrese Přerov v Olomouckém kraji na Moravě na říčce Ludina. Žije zde 883 obyvatel. Její katastrální území má rozlohu 1482 ha. Obec je členem mikroregionu Rozvodí a Hranicko.

## Název
Původ jména je nejednoznačný. Podle převažujícího názoru jde o hromadné podstatné jméno (typu mládež) od staročeského, jinak písemně nedoloženého výrazu pro rákos, který měl být hláskovým pokračováním (pozdně) praslovanského črětъ (téhož významu). Jméno vesnice by tak vyjadřovalo polohu blízko rákosového porostu. Jiný, mladší názor jméno pokládá za slovesné podstatné jméno (typu krádež) odvozené od slovesa střieti ve významu "kácet, mýtit". Jméno vesnice by pak vyjadřovalo její polohu ve vymýcené části lesa.  Přívlastek nad Ludinou se začal přidávat ve 20. letech 20. století pro potřeby pošty, součástí jména obce se stal těsně před druhou světovou válkou. Moderní německé Ohrensdorf vzniklo nářečními hláskovými úpravami ze staršího Arnsdorf doloženého od 17. století a to z původního Ahorn(s)dorf - "Javorová ves", které bylo dáno nezávisle na českém jméně.

## Historie
První písemná zmínka o obci pochází z roku 1371. Archeologické nálezy dokládají původní osídlení oblasti již od eneolitu. Ves byla založena v rámci kolonizace území severně a severovýchodně od Hranic na příkaz olomouckého vévody Fridricha benediktinským opatstvím v Rajhradě ve druhé polovině 12. století, pravděpodobně v roce 1169. Později vesnice patřila k majetku kláštera Hradisko. Keramické nálezy na pohřebišti lze datovat do období po roce 1250.
První písemná zmínka o Střítěži pochází z roku 1412, kdy zdejší fojt ručil za fojta z Bělotína. Později se vžil i německý název Arnsdorf. Poté, co Jan Ctibor Tovačovský z Cimburka získal v roce 1427 panství Hranice, rozšířilo se učení Jana Husa i do vesnic. Později klášter získal majetek zpět.
Během česko-uherské války v letech 1468 až 1471 prošla Moravskou bránou různá vojska. Vesnice přitom částečně zpustla. Klášter, který podporoval krále Jiřího z Poděbrad, se kvůli válečnému zatížení dostal do finanční tísně a musel zastavit panství Hranice. V roce 1499 jej koupil Vilém II. z Pernštejna. Vesnice Šovejda na jihu zanikla v letech 1499–1516 a na jejím území byl založen Olšovec. V roce 1547 prodal Johann z Pernštejna panství Weißkirchen Wenzelovi von Haugwitz auf Biskupitz. V roce 1553 postoupil panství Janu Kropáčovi z Nevědomí. Za jeho vlády se v obci usadili Moravští bratři. Dcera Jana Kropáče a dědička Anna se po smrti svého manžela Jana z Kunovic provdala za Jana mladšího ze Žerotína. Po něm následoval Dietrich z Kunovic, který v roce 1600 postoupil panství výměnou Zdeňkovi z Pottensteinu a Žampachu. V letech 1610-1612 byl majitelem Karl Berger z Bergu. Po něm následoval Václav Mol z Modřelic. Jeho majetek byl po bitvě na Bílé hoře v roce 1621 zkonfiskován a následujícího roku prodán kardinálu Františku Xaverovi z Dietrichštejna. Tvrdou rukou provedl protireformaci. V roce 1627 byla Střítež spolu s Jindřichovem, Olšovcem, Partutovicemi a Nejdkem přifařena k Bělotínu, kde byly pro tato převážně česky osídlená místa zřízeny samostatné matriky. Dietrichsteinové zůstali majiteli panství až do 19. století. V roce 1781 byla třetina obce zaplavena při povodni na řece Ludině. V roce 1772 byla postavena fara a v roce 1822 byl vysvěcen kostel.
Po zrušení patrimoniálních panství se Střítež nad Ludinou stala v roce 1850 samostatnou obcí v rámci okresního hejtmanství Moravská Bílá Cerkev. V roce 1866 zemřelo 33 obyvatel na epidemii cholery. V roce 1870 začala vlna emigrace do Texasu. V letech 1924-1930 byly v obci v provozu dva lomy. V roce 1931 byly části velkostatku hraběnky Althannové rozparcelovány. Po Mnichovské dohodě byla Střítež / Ohrnsdorf 1. října 1938 připojena k Německé říši spolu s obcemi Partutovice / Bartelsdorf, Jindřichov / Heinrichswald, Luboměř / Laudmer, Spálov / Sponau a Heltínov / Scherzdorf, které byly rovněž obydleny většinou Čechů. Po jednáních byly Partutovice, stejně jako Jindřichov a Střítež nad Ludinou, 21. listopadu 1938 vráceny Československu a okres Mährisch Weißkirchen byl zrušen. Po druhé světové válce byl název obce rozšířen o přídomek Nad Ludinou, aby se odlišil od stejnojmenných míst. V rámci územní reformy v roce 1960 a zrušení okresu Hranice byla Střítež nad Ludinou k 1. lednu 1961 přiřazena k okresu Přerov.

## Obyvatelstvo
| Rok            | 1869 | 1880 | 1890 | 1900 | 1910 | 1921 | 1930 | 1950 | 1961 | 1970 | 1980 | 1991 | 2001 | 2011 | 2021 |
| -------------- | ---- | ---- | ---- | ---- | ---- | ---- | ---- | ---- | ---- | ---- | ---- | ---- | ---- | ---- | ---- |
| Počet obyvatel | 862  | 800  | 835  | 808  | 834  | 894  | 875  | 932  | 951  | 950  | 884  | 817  | 846  | 816  | 814  |
| Počet domů     | 112  | 118  | 119  | 125  | 132  | 141  | 162  | 190  | 187  | 209  | 218  | 247  | 273  | 283  | 293  |

## Obecní správa

### Obecní symboly
Znak byl obci udělen rozhodnutím předsedy Poslanecké sněmovny Parlamentu České republiky dne 1. února 1994 a vlajka byla obci udělena rozhodnutím předsedy PSP ČR dne 29. června 1995.

## Doprava
Na území obce zasahuje dálnice D1. Dále zde vedou silnice III. třídy:
- III/44016 Olšovec – Střítež – Bělotín
- III/44020 exit 308 – Střítež – Jindřichov